# Agathiopsis subflavata
Agathiopsis subflavata là một loài bướm đêm trong họ Geometridae.